# 温陽温泉

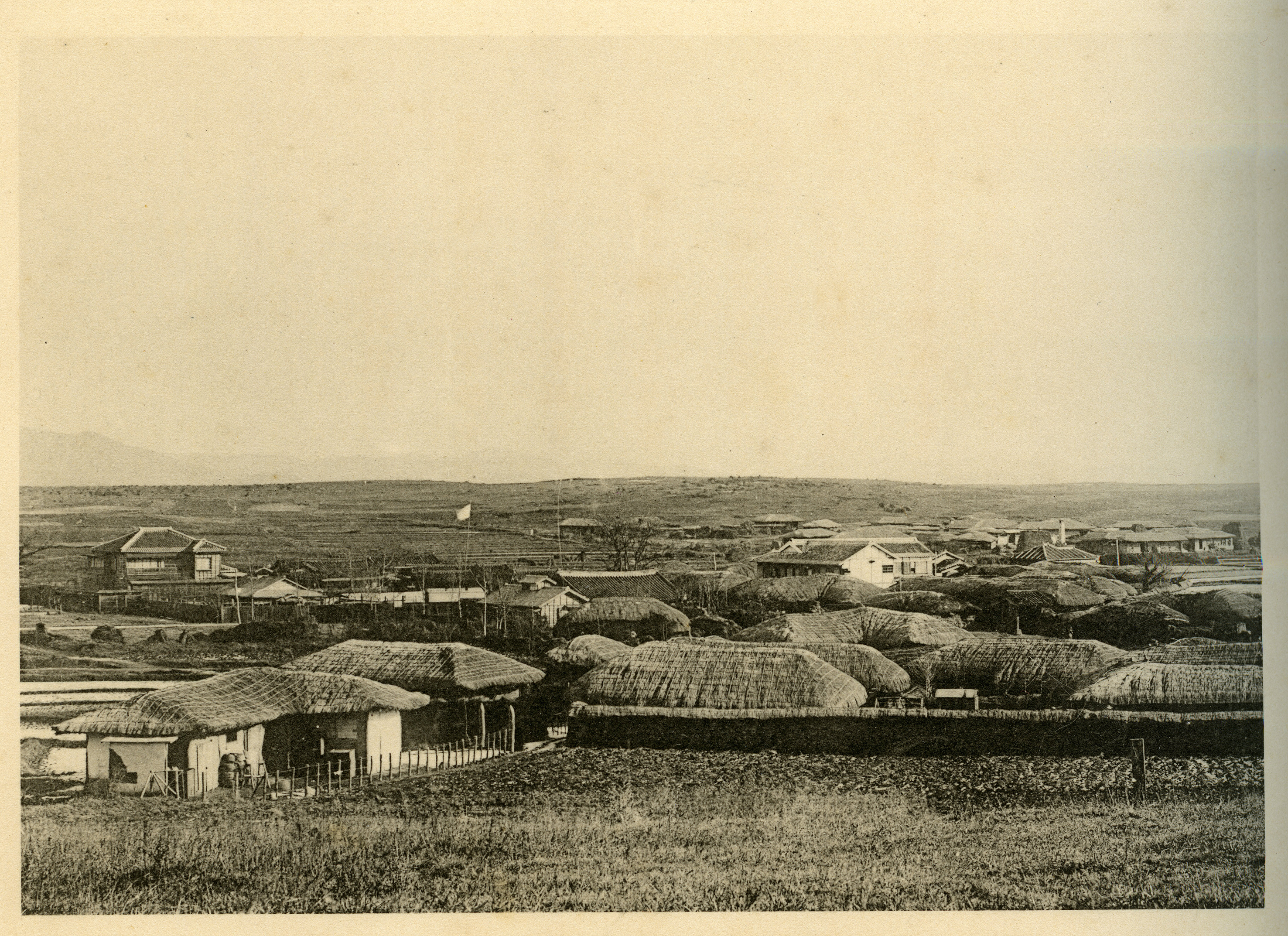
1912年当時の温陽温泉

温陽温泉（おんようおんせん、オニャンおんせん、朝: 온양온천）は、大韓民国の忠清南道牙山市温泉洞にある温泉。韓国国内で最も古い温泉として知られている。

## 概説
温陽温泉は百済時代から約1300年の歴史があるとされるが、実際に温泉として機能するようになったのは約600年前とされている。李氏朝鮮時代、世宗を始め歴代の王が保養や治療のために訪れたといわれ、由緒ある温泉である。
日本統治時代には多くの温泉施設が日本式にされた。また、現在では大統領が宿泊できるよう改装されたホテルも多い。

## 泉質
- ラジウム泉（放射能泉）
- 効能：肌の美容、血管硬化症、神経痛、婦人病、胃腸病、貧血など

## 交通
- 長項線（首都圏電鉄1号線）・温陽温泉駅北口から徒歩5 - 10分